# Philippe Taquet

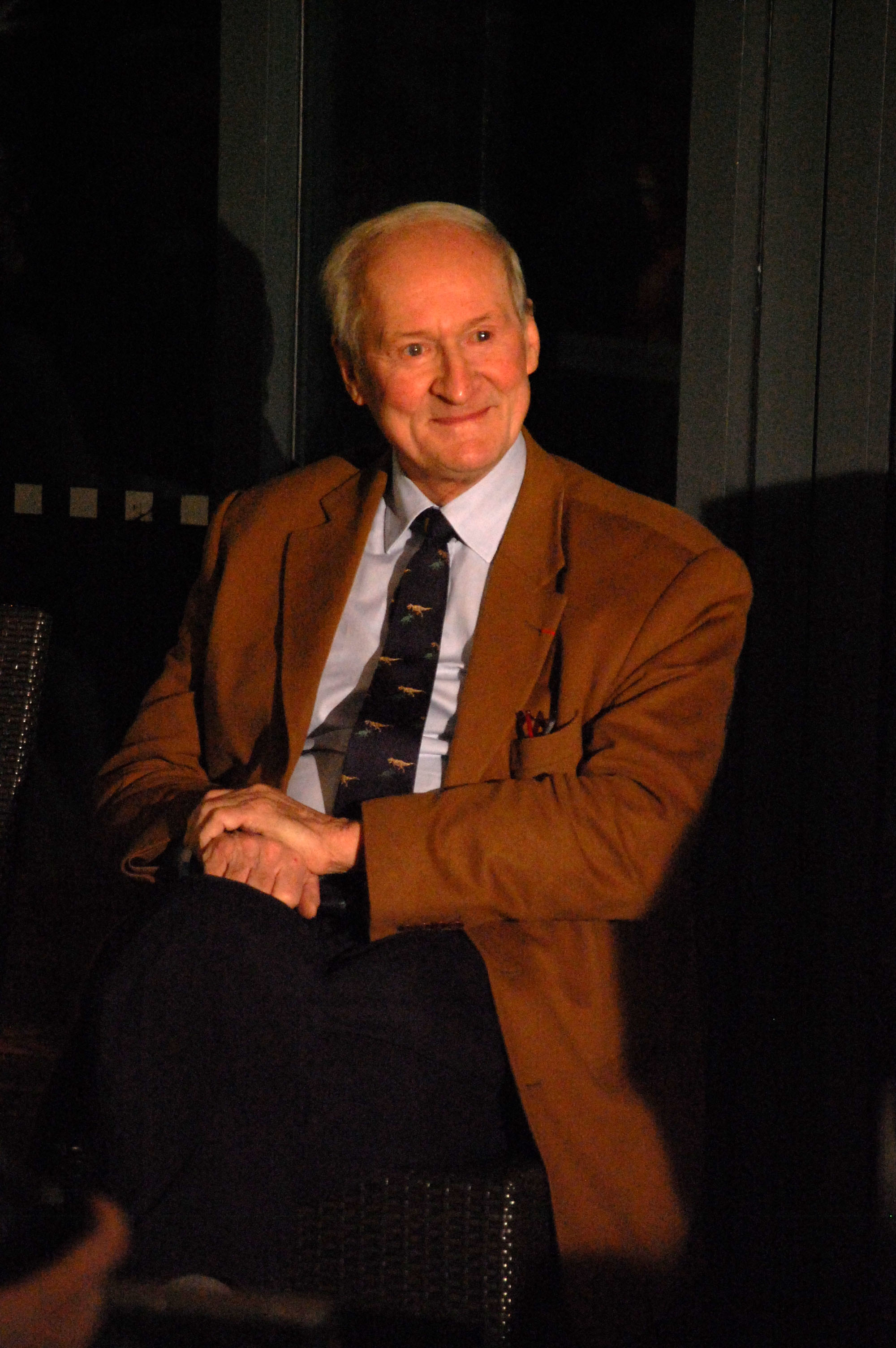
Philippe Taquet

Philippe Taquet (Saint-Quentin, 25 april 1940) is een Frans paleontoloog, een expert op het gebied van de studie naar dinosauriërs.

## Levensloop
Philippe Taquet werd geboren in Saint-Quentin, als zoon uit een gezin van vijf kinderen van een textielfabrikant, de directeur van Tissage Taquet & Fils. Hij groeide op in Esquéheries.
In 1964 begon Taquet met veldstudies naar dinosauriërs. Tussen 1965 en 1981 was hij paleontologisch onderzoeker bij het Centre national de la recherche scientifique. In 1973 behaalde hij de doctorstitel. In 1981 werd hij hoofd van de afdeling paleontologie van het Muséum national d'histoire naturelle in de bijbehorende rang van professor. Tussen 1985 en 1990 was hij ook directeur van het museum. Taquet beëindigde ondertussen zijn werk voor het CNRS niet: tussen 1981 en 1996 was hij er hoofd van de afdeling Paléoanatomie, phylogénie, paléobiogéographie.

## Expedities en andere activiteiten
Taquet heeft tussen 1964 en 2001 een zestigtal expedities uitgevoerd, onder andere in Niger, Marokko, Madagaskar, Brazilië, Argentinië, Bolivia en Mongolië. Hij heeft een belangrijke rol gespeeld in het opzetten van het dinosauriëronderzoek in Thailand en Laos. Taquet heeft verschillende dinosauriërs benoemd, zoals Ouranosaurus, Piveteausaurus en Pyroraptor. Nigersaurus taqueti is naar hem vernoemd. Behalve talrijke wetenschappelijke artikelen heeft hij verscheidene boeken geschreven, waaronder een biografie van Georges Cuvier.

## Eerbetoon
Taquet heeft verschillende eerbewijzen ontvangen voor zijn werk. 
- In 2001 werd hij officier in de Franse Nationale Orde van Verdienste.
- Op 30 november 2004 werd hij ter gelegenheid van zijn emeritaat lid van de Franse Academie van Wetenschappen.
- Op 14 december 2010 werd hij voor twee jaar verkozen tot vicepresident van dat instituut en in december 2012 voor twee jaar tot president.
- Op 30 december 2011 benoemde president Sarkozy hem tot officier in het Legioen van Eer.

## Publicaties
- L'Empreinte des dinosaures — Carnets de piste d’un chercheur d’os, Parijs, Editions Odile Jacob, 1994.
- Georges Cuvier (Naissance d’un génie), 2006, ISBN 2-7381-0969-1
- Un voyageur naturaliste : Alcide d'Orbigny
- Alcide Dessalines d'Orbigny (1802-1857)
- La Chasse aux dinosaures - Une introduction à la paléontologie, De Vive Voix

- Bibsys: 99070125
- Bibliothèque nationale de France: cb11926015r (data)
- Gemeinsame Normdatei: 120874016
- International Standard Name Identifier: 0000 0001 1444 8613
- Library of Congress Control Number: n95047916
- Nationale Bibliotheek van Israël: 987007424565705171
- Système universitaire de documentation: 027154831
- Virtual International Authority File: 56616782
- WorldCat: E39PBJjxycQmXCYDfGYdr4QXh3